# L'abbé Constantin
L'abbé Constantin er en fransk stumfilm fra 1925 instrueret af Julien Duvivier.

## Medvirkende
- Jean Coquelin som L'abbé Constantin
- Pierre Stéphen som Paul de Lavardens
- Claude France som Mrs. Scott
- Georges Lannes som Jean Reynaud
- Geneviève Cargese som Bettina Percival
- Louisa de Mornand som Comtesse de Lavardens
- Georges Deneubourg som Comte de Larnac
- Angèle Decori som Pauline